# Wilbur Lucius Cross
Wilbur Lucius Cross, fil.dr, född 10 april 1862, död 5 oktober 1948, var en amerikansk professor och guvernör i Connecticut.

## Tidigt liv
Wilbur L. Cross föddes i Mansfield, Connecticut. Han tog en fil.kand. (B.A.) vid Yale University 1885 och tjänstgjorde som rektor vid Staples High School i Westport, Connecticut, en kortare tid omkring 1885 innan han återvände till Yale för forskarstudier.

## Akademisk karriär
Cross blev filosofie doktor i engelsk litteratur 1889. Han blev en välkänd litteraturkritiker och var professor i engelska vid Yale University och den förste som var Dekanus vid Yales forskarutbildning, från 1916 till 1930. Tillsammans med Tucker Brooke var Cross redaktör för The Yale Shakespeare. Han var också redaktör för Yale Review i nära 30 år. Han skrev flera böcker, inklusive Life and Times of Laurence Sterne (1909) och The History of Henry Fielding (1918), samt flera böcker om den engelska romankonsten.

## Guvernör
Sedan han gått i pension från Yale, valdes Cross till guvernör i Connecticut som kandidat för Demokraterna 1930. Han efterträdde republikanen John H. Trumbull på posten den 8 januari 1931. Trumbull hade inte ställt upp för omval 1930; det gjorde han dock 1932, men blev besegrad av Cross. Cross satt som guvernör i fyra tvååriga mandatperioder i rad, till den 4 januari 1939. Han förlorade mot republikanen Raymond E. Baldwin när han 1938 försökte bli omvald till en femte mandatperiod.
Cross har fått äran för flera lagändringar under sin tid som guvernör, inklusive regler för att avskaffa barnarbete, omorganisation av delstatens administration och förbättrade lagar om fabriker.
Wilbur Cross High School i New Haven, Connecticut, Wilbur Cross School i Bridgeport, Connecticut, och Connecticuts Wilbur Cross Parkway har fått namn efter honom, liksom Wilbur L. Cross-medaljen för särskilt framstående insatser i arbetslivet, som Yale delar ut. Det första biblioteket vid University of Connecticut (då Connecticut State College), som byggdes med pengar från obligationer utställda under Cross tid som guvernör och som öppnade 1939, fick namn efter Cross 1942.
Wilbur Cross självbiografi, Connecticut Yankee, gavs ut 1943. Han avled den 5 oktober 1948 i New Haven, vid en ålder av 86 år.